# Elecciones estatales de Campeche de 1989
Las elecciones estatales de Campeche de 1989 se realizaron el domingo 2 de julio de 1989 y en ellas se renovaron los veintiocho escaños del Congreso del Estado de Campeche, de los cuales veintiuno fueron electos por mayoría relativa y siete fueron designados mediante representación proporcional para integrar la LIII Legislatura del Congreso del Estado de Campeche.

## Resultados
|  | 84.69 % |

|  | 3.86 % |

|  | 3.14 % |

|  | 2.25 % |

|  | 1.98 % |

|  | 0.83 % |

|  | 0.34 % |

|  | 100 % |